# Parque nacional Palmagrove

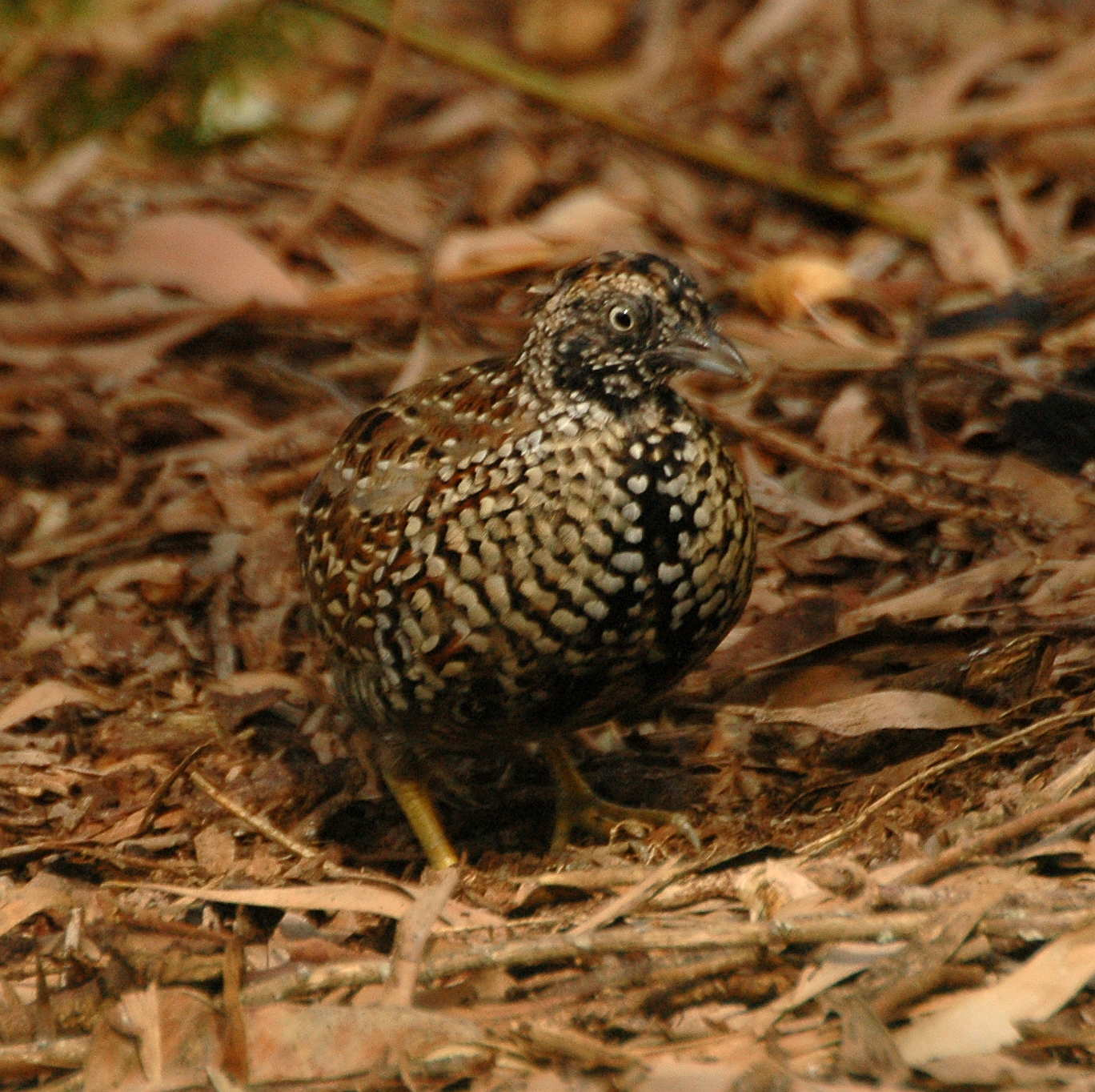
El parque es un sitio importante para las codornices de pecho negro.

Palmagrove es un parque nacional científico en Queensland (Australia), ubicado a 458 km al noroeste de Brisbane.

## Datos
- Área: 256 ²
- Coordenadas: 24°55′35″S 149°24′56″E / -24.92639, 149.41556
- Fecha de Creación: 1991
- Administración: Servicio para la Vida Salvaje de Queensland
- Categoría IUCN: Ia

Véase también:
- Zonas protegidas de Queensland

- Datos: Q219485